# Arif Erdem
Arif Erdem (Istanbul, 2 de janeiro de 1972) é um ex-futebolista profissional turco, atacante, disputou a Copa do Mundo de 2002.

## Carreira
Erdem integrou a Seleção Turca de Futebol na Eurocopa de 2000.

## Títulos
Seleção Turca
- Copa do Mundo de Futebol de 2002: 3º Lugar